# Wolfram Brück

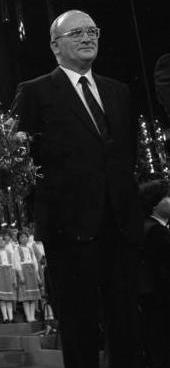
Wolfram Brück im Jahr 1986

Wolfram Brück (* 27. Februar 1937 in Köln-Mülheim; † 15. Juni 2016 in Köln) war ein deutscher Politiker (CDU) und Jurist.

## Leben
Wolfram Brück besuchte das Gymnasium in Köln und legte dort 1957 das Abitur ab. Danach studierte er 1957 bis 1961 Rechtswissenschaften an der Universität zu Köln und an der Universität Freiburg. Nach der Referendarzeit 1961 bis 1965 war er ab 1966 zunächst Gerichtsassessor beim Landgericht Köln und ab 1968 Staatsanwalt bei der Staatsanwaltschaft Koblenz im Dezernat für Wirtschafts-, Steuer- und Wehrbeschaffungsstrafsachen. Hier klagte er 1969 einen der prominenten Wirtschaftsführer der Nachkriegszeit, Fritz-Aurel Görgen, damals Chef der Kasseler Henschel-Werke, wegen Betrugs bei Panzergeschäften mit der Bundeswehr an. 1970 bis 1977 war er als Ministerialbeamter im wissenschaftlichen Dienst des Deutschen Bundestages. 1974 bis 1975 unterstützte er Walter Wallmann bei seiner Arbeit als Leiter des Untersuchungsausschusses gegen den DDR-Spion Günter Guillaume.

## Politik
Wolfram Brück war seit 1957 Mitglied der CDU. 1970 bis 1974 war er Mitglied im Kreistag Mayen-Koblenz und 1974 bis 1977 Mitglied des Rates der Stadt Andernach.
1977 wurde er als Personal- und Rechtsdezernent in den Magistrat der Stadt Frankfurt am Main gewählt. Nach der gemeinsamen Zeit in Bonn hatte ihn der neu gewählte Oberbürgermeister Walter Wallmann als Dezernent für Personal, Organisation und Recht nach Frankfurt am Main geholt. 

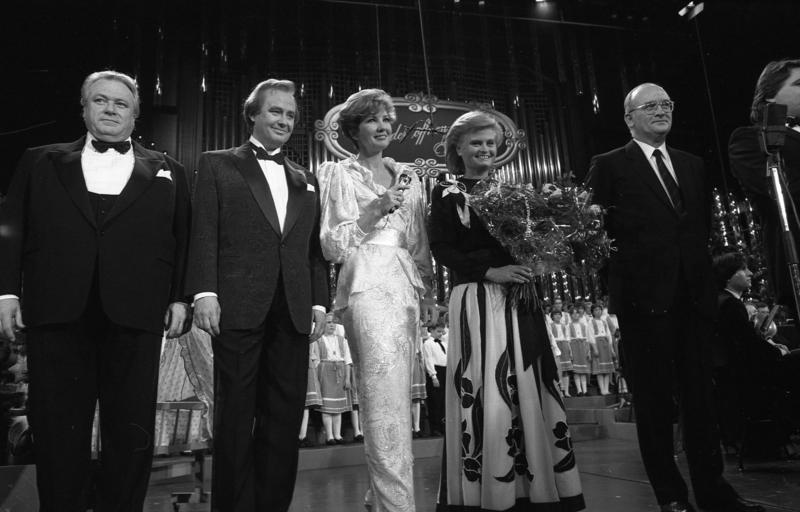
Von links: Günter Strack, René Kollo, Carolin Reiber, Hannelore Kohl, Wolfram Brück (1986)

Nachdem Wallmann 1986 im Kabinett Kohl das neu gebildete Bundesministerium für Umwelt und Reaktorsicherheit übernommen hatte, folgte ihm Brück von 1986 bis 1989 als Oberbürgermeister von Frankfurt am Main. Am 27. September 1986 geriet der erst am 14. August in sein Amt gewählte Brück bundesweit in die Schlagzeilen, als er zwei Tage vor dem U-Bahn-Start der Linien U6 und U7 die offizielle Eröffnung auf unbestimmte Zeit verschob. Vorausgegangen war eine politische Auseinandersetzung mit dem Regierungspräsidium in Darmstadt und Bürgerinitiativen um das Konzept der schienenfreien Innenstadt und die geplante Stilllegung dreier Straßenbahnlinien durch die Altstadt. Das Regierungspräsidium hatte die Stilllegung abgelehnt. Brück ließ daraufhin das geplante Eröffnungsfest in der Leipziger Straße, der Schillerstraße und am Zoo absagen, akzeptierte aber im Oktober 1986 den Weiterbetrieb der Linie 11 der Straßenbahn Frankfurt am Main durch die Altstadt. In seine Amtszeit fällt jedoch auch eine stadtbildprägende Ergänzung der Frankfurter Skyline. So setzte er die Baugenehmigung für den Messeturm durch und schuf u. a. die Planungsgrundlagen für die Hochhäuser Westendstraße 1 und Trianon. Konfliktfelder waren die Bebauung des Börneplatzes und die Affären um Korruptionsfälle (in die Brück persönlich nicht verwickelt war).
Des Weiteren etablierte Brück als Oberbürgermeister die Art Frankfurt und das Museumsuferfest. Er begründete 1988 die Städtepartnerschaften mit Toronto (Kanada) und Guangzhou (China). Kurz vor Brücks erster Kommunalwahl 1989 erreichte die Partei Die Republikaner in West-Berlin nach einem populistisch auf das Thema Immigration zugespitzten Wahlkampf den Einzug ins dortige Parlament. Aus Angst vor einem ähnlichen Erfolg rechtsextremer Parteien in Frankfurt versuchte Brück, diese Themen im Wahlkampf selbst zu besetzen, was jedoch nicht den gewünschten Erfolg brachte: Die NPD zog mit 6,6 % der Wählerstimmen ins Stadtparlament ein. Die bisher mit absoluter Mehrheit regierende CDU verlor 13 Prozentpunkte und wurde mit 36,6 % zweitstärkste Partei. Die SPD wurde stärkste Partei mit 40,1 % und schloss mit den Grünen (10,1 %) eine Koalition. Zum neuen Oberbürgermeister wurde der SPD-Politiker Volker Hauff gewählt.
Ein Jahr nach der verlorenen Wahl zog Brück wieder in seine Heimatstadt Köln und ließ sich dort als Rechtsanwalt nieder. 1990 holte ihn Detlev Rohwedder als Generalbevollmächtigten mit Zuständigkeit für die ostdeutschen Kommunalvermögen zur neu gegründeten Treuhandanstalt nach Berlin. 1991 wurde er Vorstandsvorsitzender des Wiederverwertungsunternehmens Duales System Deutschland (Grüner Punkt). In diesem Amt blieb er bis zu seiner Pensionierung zum Jahresende 2002, sein Nachfolger wurde der damalige CDU-Bundestagsabgeordnete Hans-Peter Repnik.
Für seine erfolgreiche Errichtung des Dualen Abfallsystems des Grünen Punkts erhielt er 1998 das Große Verdienstkreuz der Bundesrepublik Deutschland. Brück starb im Alter von 79 Jahren.